# Nina Kraljić
Nina Kraljić (ur. 4 kwietnia 1992 w Lipovljani) – chorwacka piosenkarka.
Zwyciężczyni pierwszej edycji programu The Voice – Najljepši glas Hrvatske (2015). Reprezentantka Chorwacji w 61. Konkursie Piosenki Eurowizji (2016).

## Kariera
Gdy miała 14 lat, opuściła dom rodzinny, by zająć się rozwojem muzycznym. Studiowała operę na akademii muzycznej oraz filozofię na Studiach Chorwackich w Rijece. Interesuje się kaligrafią.
W 2009 zajęła 10. miejsce w programie Supertalent. W 2012 użyczyła głosu Zosi w chorwackiej wersji językowej bajki Jej Wysokość Zosia, a także Gerdzie w filmie animowanym Królowa Śniegu. W 2015 zwyciężyła w pierwszej edycji programu The Voice – Najljepši glas Hrvatske. W 2016 odebrała nagrodę Porin dla najlepszego chorwackiego wykonawcy w 2015, a także, reprezentując Chorwację z utworem „Lighthouse”, zajęła 23. miejsce w finale 61. Konkursu Piosenki Eurowizji w Sztokholmie. Po udziale w konkursie została uznana za najgorzej ubraną uczestniczkę konkursu.

## Dyskografia

### Albumy studyjne
- Samo (2016)

### Single
| 2009                                     | „Kaži mi”               | – | –    |
| 2015                                     | „Zaljuljali smo svijet” | – | Samo |
| 2016                                     | „Lighthouse”            | 8 | Samo |
| 2016                                     | „Samo”                  | – | Samo |
| 2016                                     | „Snijeg”                | – | Samo |
| „–” oznacza, że singel nie był notowany. |                         |   |      |